# Veliko leto
Veliko leto ima dva glavna pomena. V astronomiji je definirano kot obdobje, ki ga rabi Zemljina os, da naredi en krog, oziroma 25.800 let. Bolj natančna vrednost se giblje pri okoli 25.772 letih. Položaj Zemljine osi na severnem nebu je danes skoraj poravnan s Severnico. To je le naključje, saj se ne bo spet poravnala še vsaj 25.800 let.
Platonsko leto, kot nekateri imenujejo veliko leto, ima starodavnejši, mističen pomen. Platon je razmišljal, da bi se morali planeti, Luna in Sonce po določenem času spet poravnati na isto mesto. Periodo je klical veliko leto, trajanje pa je ocenil na okoli 36.000 let, vendar za to predvidevanje renutno ni znanih nobenih dokazov. Kot širši pojem se da izraz »veliko leto« uporabiti pri skoraj vsakem konceptu večne vrnitve v mitologiji ali filozofiji. Zgodovinar Otto Neugebauer je zapisal:
"Problem z imenom "veliko leto" leži v njegovi dvoumnosti. Skoraj vsako obdobje se da počastiti s tem imenom.

## Opis
Ravnina ekliptike izgleda na nebu kot črta, ki jo Sonce opiše na svoji poti glede na oddaljene zvezde. V bistvu je krivo Zemljino gibanje okoli Sonca, a nam se zdi, kot da se premika le Sonce. Zemljina vrtilna os ni popolnoma pravokotna na ravnino ekliptike, ampak pod kotom 23,5 ° na pravokotnico (oziroma 66,5 ° glede na ekliptiko). Položaj osi je stalen tudi skozi leto, saj kaže vedno proti severnem oz. južnem nebesnem polu. Počasno, stožčasto gibanje Zemljine vrtilne osi nad ekliptiko nastane zaradi raznih sil ostalih nebesnih teles. Podobno gibanje se pojavi tudi pri giroskopu; povzročijo ga namreč razne zunanje sile. Skupno gibanje zaradi vseh sil se imenuje splošna precesija. Pri motnjah sodeluje tudi stalno pomikanje točk enakonočja na ekliptiki proti zahodu s hitrostjo okoli 50,3 kotnih sekund na leto. V 25.722 letih so točke spet na istem mestu.
Naklon Zemljinega tira pa tudi ni stalen, saj se spreminja v čisto svojem ciklu. Ta traja približno 40.000 let, naklon pa niha med 22,1 in 24,5 stopinjami.